# Nikolaj Ostrovski
Nikolaj Aleksejevič Ostrovski  (ukr. Мико́ла Олексі́йович Остро́вський, ruski: Николай Алексеевич Островский) (selo Vilija pored Ostroga, Ukrajina 29. rujna 1904. - Moskva, SSSR,  22. prosinca 1936.), bio je književnik socijalističkog realizma iz Ukrajine, jedan od najpoznatijih za staljinove ere. Njegovo najslavnije djelo je autobiografski roman Kako se kalio čelik u kojem je opisao Ruski građanski rat i sovjetsku revoluciju. Stvarao je na ruskom jeziku.

## Životopis
Nikolaj je rođen u skromnoj radničkoj obitelji, kratko osnovno školovanje pohađao je u crkvenoj školi. Nakon što mu se obitelj preselila u grad Šepetivka 1914. mali Nikolaj je počeo raditi kao pomoćni radnik u kuhinji željezničke stanice, zatim kao ložač i na kraju kao električar.
Tu se približio boljševicima i postao njihov aktivist 1917., ali je tu istovremeno zaradio - ankilozantni spondilitis, opaku bolest koja ga je kasnije dovela do paralize i sljepoće.
Po njegovoj službenoj biografiji, Ostrovski se pridružio lokalnim boljševicima u proljeće 1918. kad je njemačka vojska zauzela grad. U srpnju 1918. postao je komsomolac a već u kolovozu prijavio se u Crvenu armiju, postao je borac Konjičke brigade Kotovskog. Tad je navodno ranjen 1920. pored Lavova a obolio je i od tifusa. Nakon oporavka vratio se u jedinicu, da bi bio ponovno ranjen i trajno otpušten iz vojske zbog zdravstvenih razloga. Interesantno je da sam Ostrovski u svojoj autografiji uopće ne navodi da je bio vojnik Crvene armije. Od 1921. radi kao električar na željeznici u Kijevu i postaje sekretar mjesnog Komsomola.
Kako je bolovao od kroničnog reumatizma i posljedica tifusa, u kolovozu 1922. je poslat na oporavak u Berdjansk, liječilište na obali Azovskog mora. Od listopada 1922. i službeno je proglašen invalidom, no on i nadalje radi. Od 1923. postavljen je za komesara Nastavnog bataljona Crvene armije u Berezdovu (zapadna Ukrajina) tu je bio i tajnik (sekretar) Komsomola. Od siječnja 1924. je tajnik (sekretar) Izjaslavskog oblasnog komiteta komsomola, od kolovoza 1924. postao je član komunista. Od 1925. njegovo zdravlje se stalo rapidno pogoršavati, zbog tog je poslat na lječenje u Harkiv a u svibnju 1926. na Krim. Od prosinca 1926. artritis ga je prikovao za krevet. Od studenog 1927. Nikolaj se upisao na dopisno sveučilište Sverdlovskog komunističkog sveučilišta, kojeg je završio u lipnju 1929. u Moskvi, ali je već u kolovozu oslijepio.
No nepokretnost i slijepoća nisu ga dotukli, pa je već 1930., otpočeo pisati svoj prvi roman Kako se čelio čelik, koji je po izlasku postao jedno od najutjecajnih djela među tadašnjim komunistima širom svijeta. Piše i brojne članke po novinama i časopisima, i nastupa u radio emisijima. Od travnja 1932. postao je član Saveza ruskih proleterskih pisaca, a od lipnja 1934. i član Saveza pisaca SSSR-a. Za svoj književni doprinos dobio je 1. listopada 1935., najviše odlikovanje SSSR-a Orden Lenjina.
No godine teške bolesti učinile su svoje, - 22. prosinca 1936., u dobi od svega 32 godine Nikolaj je umro, smrt ga je prekinula te nije uspio završiti svoju drugu novelu Rađanje bure, također na temu Ruskog građanskog rata i sovjetske revolucije.

## Ostavština Ostrovskog
Za sovjetskih vremena je Ostrovski bio kultni pisac. Nakon smrti podignut mu je Muzej i Humanitarni centar Ostrovski u Moskvi i brojni spomenici. Po njegovu romanu  Kako se kalio čelik snimljena su tri filma, i izvedene brojne
kazališne adaptacije. On je diviniziran kao pravi primjer sovjetskog čovjeka - koji nikad ne skreće sa svog puta, njegove riječi citirane su kao primjer, kako treba živjeti.
| „ | Čovjekovo najveće bogatstvo je život, koji mu je dan samo jednom. Zato ga treba proživjeti tako, da se nikada ne požali za profućkanim godinama sramno provedene prošlosti. Treba živjeti tako, da bi se na samrti moglo reći; sav moj život i svu svoju snagu iskoristio sam za najplemenitiji cilj na svijetu, borbu za oslobođenje čovjeka. | ” |
|   | |   |

## Vanjske poveznice
- O Ostrovskom na Enciklopediji Sovjetskih pisaca (engl.)
- Petro Kraljuk:  “Čelični čovjek” iz Šepetivke  Arhivirana inačica izvorne stranice od 22. svibnja 2011. (Wayback Machine) (ukr.)
- Svjetlana Kabačjanskaja: Život bez srama  Arhivirana inačica izvorne stranice od 10. ožujka 2007. (Wayback Machine) (rus.)